# Ishii Yuki
Yuki Ishii (石井 優希 Ishii Yuki, sinh ngày 08 tháng 05 năm 1991) là một cầu thủ bóng chuyền người Nhật  chơi cho câu lạc bộ Hisamitsu Springs. Cô cũng chơi cho Đội tuyển bóng chuyền nữ quốc gia Nhật Bản.

## Câu lạc bộ
- Toyo Junior High
- Trung học Shujitsu
- Hisamitsu Springs (2010-)

## Đội tuyển quốc gia
- Đội tuyển quốc gia Nhật Bản (2011-)